# Pietro Armengol
Pietro Armengol, in spagnolo Pedro Ermengol (Guardia de Prats, 1238 – Algeri, 27 aprile 1304), è stato un religioso spagnolo appartenente all'Ordine mercedario, e morì martire; è venerato come santo dalla Chiesa cattolica.

## Biografia
Figlio di Arnaldo Ermengol, appartenente alla nobile casata dei conti di Urgell, condusse in gioventù una vita sregolata e criminale, arrivando persino a capeggiare una banda di rapinatori e grassatori che era diventata il terrore dei paesi della zona di Tarragona. E fu il padre di Armengol stesso ad essere incaricato dal re Giacomo I d'Aragona di por fine alle scorrerie dei banditi in quella zona. Sconvolto dall'incontro-scontro con il genitore, Pedro si pentì del comportamento fino ad allora tenuto e decise di cambiare vita. Accolto come penitente dall'Ordine mercedario iniziò il suo noviziato nel 1248. 
Si dedicò quindi all'attività di liberazione dei cristiani catturati e ridotti in schiavitù dai musulmani. Dopo aver operato nelle zone della Spagna ancora occupata dai musulmani, compì viaggi in terra islamica fino ad Algeri, ove riuscì a riscattare centinaia di cristiani. 
Offertosi in cambio di alcuni giovani catturati ed avviati all'islamismo, con promessa che per il suo riscatto sarebbero presto stati versati 30.000 ducati, venne imprigionato, ma, tardando la somma ad arrivare ed ottenendo egli conversioni persino durante la prigionia, fu condannato all'impiccagione. La sentenza venne eseguita ma egli scampò miracolosamente alla morte ed un confratello, autorizzato a prendersi il suo cadavere, lo trovò ancor vivo, sebbene menomato nelle vertebre del collo, e lo riportò, in patria.
Rientrato nel paese natale vicino a Tarragona, visse santamente le sofferenze causategli dal trauma subito e morì il 27 aprile 1304, dopo una lunga malattia. Le cronache riportano le guarigioni miracolose di tre uomini e quattro donne avvenute il giorno precedente i suoi solenni funerali.

## Culto
Il 28 marzo 1686 papa Innocenzo XI ne decretò il culto come santo, stabilendo la sua memoria liturgica nel suo dies natalis, cioè il 27 aprile.